# 米哈伊利夫斯凱 (梅利托波爾區)
46°43′1″N 34°49′28″E / 46.71694°N 34.82444°E
米哈伊利夫斯凱（烏克蘭語：Михайлівське）是位於烏克蘭東南部的村莊，由扎波羅熱州梅利托波爾區的亞基米夫卡市鎮負責管轄。該村始建於1932年，面積0.09平方公里，海拔高度37米，2001年人口176，人口密度每平方公里2000人。